# Péone
Péone Occitaans: Pèunas; Italiaans (verouderd): Peona) is een gemeente in het Franse departement Alpes-Maritimes (regio Provence-Alpes-Côte d'Azur) en telt 682 inwoners (1999). De plaats maakt deel uit van het arrondissement Nice.
De dorpskern is gebouwd onder enkele rotspieken die Les Demoiselles worden genoemd. De 18-eeuwse kerk Église Saint-Arige-et-Saint-Vincent-de-Saragosse is gebouwd in barokstijl.

## Geografie
De oppervlakte van Péone bedraagt 48,0 km², de bevolkingsdichtheid is 14,2 inwoners per km². In de gemeente stromen de Tuébi en de Aigue Blanche samen om bergafwaarts in Guillaumes uit te monden in de Var.
De onderstaande kaart toont de ligging van Péone met de belangrijkste infrastructuur en aangrenzende gemeenten.

## Demografie
Onderstaande figuur toont het verloop van het inwonertal (bron: INSEE-tellingen).
Vanwege een beveiligingsprobleem met de MediaWiki Graph-software is het momenteel niet mogelijk deze grafiek weer te geven. Zodra de software is bijgewerkt zal de grafiek vanzelf weer zichtbaar worden.